# Aislaby (Durham)
Pour les articles homonymes, voir Aislaby.
Aislaby est un petit village et une paroisse civile sur la rive nord de la rivière Tees, dans l'autorité unitaire de Stockton-on-Tees et dans le comté de Durham, en Angleterre. Aislaby est située à l'ouest d'Eaglescliffe et d'Yarm. Son nom, qui était d'abord Asulue(s)bi en 1086, a une origine Viking et signifie « la ferme d'Aslakr »